# Campeonato Catarinense Femenino
El Campeonato Catarinense de Fútbol Femenino es la principal competencia de fútbol femenino del estado de Santa Catarina en Brasil. Es organizado por la Federación Catarinense de Fútbol. Su primera temporada fue en 2007, y el equipo campeón gana el ascenso al Campeonato Brasileño - Serie A3, tercera división nacional.

## Equipos temporada 2022
- Avaí F. C.
- Criciúma E. C.
- Grêmio Esportivo Juventus
- C. A. Metropolitano
- Pedra Branca E. C.[2]

## Palmarés
| Año  | Campeón             | Subcampeón            |
| ---- | ------------------- | --------------------- |
| 2007 | Olympya             | Scorpions             |
| 2008 | Kindermann          | Avaí                  |
| 2009 | Kindermann          | Olympya               |
| 2010 | Kindermann          | Olympya               |
| 2011 | Kindermann          | Olympya               |
| 2012 | Kindermann          | Olympya               |
| 2013 | Kindermann          | Vasto Verde           |
| 2014 | Kindermann          | Chapecoense           |
| 2015 | Kindermann          | Araranguá             |
| 2016 | No hubo competición | No hubo competición   |
| 2017 | Kindermann          | Napoli                |
| 2018 | Kindermann          | Chapecoense           |
| 2019 | Kindermann          | São Bernardo do Campo |
| 2020 | No hubo competición | No hubo competición   |
| 2021 | Kindermann          | Criciúma              |
| 2022 | En disputa          | En disputa            |

## Títulos por equipo
| Club        | Títulos | Subtítulos |
| ----------- | ------- | ---------- |
| Kindermann  | 12      | 0          |
| Olympya     | 1       | 4          |
| Chapecoense | 0       | 2          |
| Napoli      | 0       | 2          |
| Avaí        | 0       | 1          |
| Criciúma    | 0       | 1          |
| Scorpions   | 0       | 1          |
| Vasto Verde | 0       | 1          |
| Araranguá   | 0       | 1          |